# بیژن دفتری بشلی
بیژن دفتری بشلی (۱ فروردین ۱۳۲۷ سوادکوه، استان مازندران – ۱۳ آذر ۱۳۹۲، تهران) پدر امداد و نجات ایران و یکی از بنیان‌گذاران طرح شبکه امداد و نجات جمعیت هلال احمر جمهوری اسلامی ایران، بود.
او مدت دو دوره جمعاً شانزده سال به عنوان رئیس سازمان امداد و نجات ایران فعالیت کرده‌بود. همچنین مدیریت بیمارستان شهرستان قائمشهر (شاهی)، معاونت امداد استان مازندران، مدیر عامل جمعیت هلال احمر استان مازندران، معاونت خدمات امدادی هلال احمر کل کشور، قائم مقام معاونت اداری و مالی هلال احمر ایران، اولین مدیر عامل هلال احمر استان تهران و رئیس شورای سیاست گذاری پایگاه اینترنتی مطالعات مدیریت بحران را در سوابق مدیریتی و امدادی خود داشت که به دلیل برخورداری از تجربه حضور، مدیریت، فرماندهی و امدادگری در اکثر زلزله‌ها، سیل‌ها و حوادث طبیعی در طول سه دهه گذشته ایران، برخی از همکاران و شاگردانش از او به عنوان «چهره ماندگار و پدر امداد و نجات هلال احمر ایران» نام می‌برند. کتابی تحت عنوان زندگی‌نامهٔ بیژن دفتری در سوانح توسط معاونت پژوهشی مؤسسه علمی کاربردی هلال احمر ایران در مورد وی به عنوان یک الگوی مدیریت بحران منتشر شده‌است.

## پیشینه
بیژن دفتری بشلی در مازندران و از توابع شهرستان‌های سوادکوه و قایمشهر (شاهی) متولد شد. او نتیجه میرزا رفیع سوادکوهی و نوه میرزا یحیی خان سوادکوهی سر رشته‌دار سوادکوه می‌باشد. پدر وی چنگیزخان دفتری بشلی از مالکین (نظام ارباب رعیت) آن زمان می‌باشد. همچنین وی داماد صفر لفوتی از نمایندگان خوشنام و مردمی مازندران در مجلس شورای ملی بود.
بیژن دفتری دوران تحصیلات ابتدایی و متوسطه را در همان شهر گذراند. پس از اخذ دیپلم متوسطه وارد کادر نظامی ژاندارمری ایران شد ولی در همان عنفوان جوانی به بیماری سارکوم روده باریک مبتلا شد و چون امیدی به بهبودی نداشت، از ادامهٔ خدمت در ژاندارمری انصراف داد. پس از عمل جراحی و بهبودی نسبی، علاقه‌مند شد تا باقی‌مانده حیات خود را صرف خدمات انسان دوستانه کند.

## تحصیلات
لیسانس علوم اجتماعی و
فوق لیسانس مدیریت از دانشگاه تهران

## سوابق اجرایی
مدیر بیمارستان شهرستان قائمشهر (شاهی)، معاونت امداد جمعیت هلال احمر استان مازندران، مدیرعامل جمعیت هلال احمر استان مازندران، معاونت خدمات امدادی جمعیت هلال احمر کل کشور، قائم مقام معاونت اداری و مالی جمعیت هلال احمر ایران، اولین مدیر عامل جمعیت هلال احمر استان تهران و رئیس سازمان امداد و نجات جمعیت هلال احمر جمهوری اسلامی ایران

## فعالیت‌های ماندگار
یکی از بنیان‌گذاران طرح شبکه امداد و نجات ایران – یکی از بنیان‌گذاران امدادهای جاده‌ای، هوایی، دریایی و کوهستان هلال احمر ایران – یکی از بنیان‌گذاران
و مدیران دانشگاه علمی کاربردی سوانح طبیعی ایران – یکی ز بنیان‌گذاران و مدیران مؤسسه علمی کاربردی هلال ایران – یکی از بنیان‌گذاران و اعضای شورای سیاست گذاری پایگاه علمی تحلیلی مطالعات مدیریت بحران

## سوابق آموزشی
عضو هیئت علمی دانشگاه علمی کاربردی سوانح طبیعی ایران عضو هیئت علمی مؤسسه علمی کاربردی هلال ایران عضو هیئت علمی گروه سوانح مؤسسه مقاوم‌سازی ایران مدرس دانشکده علوم ایمنی و آتش‌نشانی کشور و تدریس دوره‌های امداد رسانی و دوره‌های برنامه‌ریزی مدیریت بحران برای پرسنل جمعیت هلال احمر کشورهای عراق، افغانستان، ارمنستان و آذربایجان که به عنوان مأموریت اداری از طرف جمعیت هلال احمر جمهوری اسلامی ایران انجام داد.

## سوابق پژوهشی
برنامه‌ریزی یکپارچه مدیریت بحران، طرح جامع مدیریت بحران تهران بزرگ، طرح آمادگی برای بحران تهران بزرگ، طرح و سازماندهی شبکه امداد و نجات کشور، طرح جامع مقابله با بحران برای کشور سودان و همکاری با برنامه عمران سازمان ملل، سازمان جهانی بهداشت و سازمان آوارگان و پناهندگان خارجی از مهم‌ترین سوابق پژوهشی وی هستند. (IFRC)

## فعالیت‌های امدادی
حضور فعال در زلزله رودبار و منجیل ۱۹۹۰، زلزله ترکیه ۱۹۹۴، زلزله بجنورد ۱۹۹۶، زلزله اردبیل ۱۹۹۶، زلزله قائن ۱۹۹۶، سیل نکا ۱۹۹۹، سیل گلستان ۲۰۰۰، زلزله بم، زلزله زرند، سیل جیرفت و کهنوج و گلستان ۲۰۰۵ و همکاری نزدیک با سازمان‌های بین‌المللی کمیساریای عالی سازمان ملل برای پناهندگان، WHO, UNDP, UNOCHA , IFRC
مدیریت عملیات بحران با سی و پنج سال سابقه خدمتی، مدیریت امداد جبهه‌ها در دوران جنگ ایران و عراق و مناطق بمباران شده و ایجاد اردوگاه‌های اسکان اضطراری در مناطق جنگی
 بیژن دفتری بشلی، ابتدا مدتی مدیریت بیمارستان شهرستان قایمشهر در شرق استان مازندران را بر عهده گرفت وبا ورود به جمعیت هلال احمر جمهوری اسلامی ایران و بعد از مدت کوتاهی عنوان معاونت امداد جمعیت هلال احمر استان مازندران منصوب شد!

با پیروزی انقلاب اسلامی در سال ۱۳۵۸ در کارهای امداد سوانح مختلف در داخل و خارج استان مازندران مشارکت و فعالیت داشت و با آغاز جنگ تحمیلی، به همراه دیگر همکارانش اقدام به آموزش داوطلبان عازم به جبهه‌ها برای ارائه خدمات امدادی به رزمندگان نمودند.
ایجاد۱۲۰ اردوگاه برای آوارگان و پناهندگان داخلی و خارجی در سال ۱۳۷۰ و جنگ خلیج فارس که مجموعاً یک میلیون و پانصد هزار نفر آواره به مرزهای ایران پناهنده شدند و یک نفر از آن‌ها از لحاظ گرسنگی و بهداشت تلف نشده‌اند و برای دنیا و صلیب سرخ جهانی بی‌سابقه و بی‌نظیر بود از جمله کارهای مهم مدیریتی بیژن دفتری بشلی بود که توانست با بهره‌مندی از راهنمایی و همکاری و مشارکت همکاران و مدیران جمعیت هلال احمر ایران، انجام دهد.

ایجاد نقاهتگاه پانصد تختخوابی در خوزستان و۱۰ نقاهتگاه در دیگر استان‌ها و ایجاد پایگاه‌های امداد و نجات برای کمک به مصدومان و بیماران و آوارگان جنگی درتهران، فرماندهی عملیات امداد و نجات زلزله مخرب سال۱۳۶۹ در رودبارِ گیلان و زلزله ویرانگرِ بم و استقرار ۱۰ اردوگاه و اسکان ۵۰ هزارنفر از آوارگان کشور جمهوری آذربایجان درخاک آن کشور و امداد و کمک رسانی به دیگر کشورها و برپایی دوره‌های آموزش امداد و نجات برای مدیران هلال احمر کشورهای همسایه با مجوز فدراسیون بین‌المللی صلیب سرخ از جمله خدمات ماندگار بیژن دفتری بشلی در جمعیت هلال احمر جمهوری اسلامی ایران بوده‌است که البته با کمک و همیاری دیگر افراد خبره هلال احمر ایران انجام شد.
بیژن دفتری بشلی در زمان رخداد زلزله رودبار، به عنوان معاون امداد و نجات و قائم مقام هلال احمر استان مازندران مشغول کار بود و اولین مدیری بود که پس از زلزله رودبار با تیم امدادی خود وارد این شهرستان شد و فرماندهی امدادرسانی به زلزله‌زدگان را بر عهده گرفت و آخرین مدیری بود که پس از ماه‌ها ستاد امدادرسانی رودبار را ترک کرد، او بعد از این موضوع به عنوان معاونت خدمات امدادی هلال احمر کل کشور منصوب و ارتقای پستی شد. او هفت سال در این سمت بود و حوادث بزرگی مانند سه زلزله پی‌درپی بجنورد، اردبیل و قائنات در کمتر از چهار ماه اتفاق افتاد. وی مدتی نیز قائم مقام معاونت اداری و مالی هلال احمر بود و با تأسیس هلال احمر استان تهران، به عنوان اولین مدیرعامل آن منصوب گردید. سپس با پیشنهاد برخی از خبرگان امداد و نجات ایران و بهره‌مندی از روند دیگر کشورها طرح شبکه امداد و نجات کشور را در ایران مشابه سازی نمود و زمانی که نابسامانی در زلزله آوج بسیار وسیع بود، مأمور سر و سامان بخشیدن به امداد رسانی این زلزله شد و پس از آن به مدت دو دوره به عنوان رئیس سازمان امداد و نجات جمعیت هلال احمر جمهوری اسلامی ایران فعالیت نمود.
دفتری در زلزله بم، با وجود پنومونی شدید در بستری دیابتیک و در شرایط سخت انتقادها، منطقه را ترک نکرد و در نهایت به عنوان رئیس امدادگران، مسیولیت سهل انگاری‌های پیش آمده را بر عهده گرفت.
می‌توان گفت که شاید او از نخستین مسوولینی باشد که نسبت به زلزله استان تهران هشدار داد، وی در این خصوص گفت:

مگر چه چیزی با ارزش‌تر از جان انسان داریم که برای آن سرمایه‌گذاری نمی‌کنیم. دوری انبارهای اقلام امداد و نجات از بافت شهری با توجه به پیچیدگی حمل و نقل در شرایط بحران، نگرانی عمده‌ای است که تدبیر امروز متولیان دخیل در امر مدیریت بحران و سوانح را نیاز دارد. با توجه به وسعت شهر تهران و اینکه اکثر انبارهای امداد و نجات جمعیت هلال احمر در خارج از شهر هستند باید ازهم اکنون با مشارکت شهرداری و سازمان مدیریت بحران کشور، محیط‌ها و اماکن مناسب برای ذخیره اقلام امداد و نجات از قبیل چادر، موادغذایی، مواد بهداشتی، سوخت و نظایر آن در محله‌های شهر مشخص و تجهیز شود چرا که با وقوع زلزله شدید مسیری که اکنون یک ساعته طی می‌شود ممکن است یک تا دو روز طی شود و این یعنی از دست دادن زمان طلایی در نجات حادثه دیدگان! باید فرصت امروز را دریابیم که هنوز حادثه رخ نداده و توان مقابله را در شهر تهران افزایش دهیم و این که مدام می‌گویند قیمت زمین در تهران برای ایجاد انبارهای امداد و نجات گران است و ساخت این مجموعه‌ها هزینه دارد، پرسش این است مگر چه چیزی با ارزش‌تر از جان انسان داریم که برای آن سرمایه‌گذاری نمی‌کنیم.

## فعالیت‌های اواخر زندگی
بیژن دفتری بشلی یک از افرادی بود که ترویج فرهنگ ایمنی و خود امدادی را مطرح و مانند بسیاری دیگر آن را پایه امدادرسانی مؤثر و موفق دانست و پس از بازنشستگی نیز به تدریس، تحقیق و مشاوره ادامه می‌دهد.
دفتری بشلی که از سنین جوانی با بیماری صعب العلاج سارکوم روده باریک دست و پنجه نرم نمود، یک سال اخیر با بدخیم شدن بیماری اش، با سفارش مسئولین نظام جمهوری اسلامی ایران زیر نظر مجرب‌ترین پزشکان بارها تحت عمل جراحی روده، معده و شیمی درمانی قرار گرفت. وی مجدد در ۴ آذر ۱۳۹۲ در بیمارستان ابن سینای تهران بستری گردید. به گفته آقای سعید دفتری بشلی که از یاران و همراهان همیشگی ایشان بود:
 در هنگام ملاقات، ایشان در نهایت ضعف از ما سراغ وضعیت مردم خانقین و کرمانشاه الخصوص مردم قصر شیرین و سر پل ذهاب راکه به تازگی دچار زلزله شده بود می‌گیرند به پدر امدادونجات ایران و پیر امداد جهان اطمینان می‌دهیم امروز شاگردانش هریک خود استادی بی‌نظیر هستند و ایشان با تبسمی شیرین و از سر رضایت آرام می‌گیرد
بیژن دفتری بشلی، در ساعت ۱۹:۳۰ عصر روز چهارشنبه ۱۳آذر۱۳۹۲ در بیمارستان ابن سینای تهران، فوت کرد و در صبح جمعه۱۵آذر۱۳۹۲ پیکر وی از تهران به شرق استان مازندران منتقل و سپس در روز شنبه ۱۶آذر۱۳۹۲ ساعت۹صبح از مقابل مسجد جامع شهرستان قایمشهر (شاهی) تا مصلی جمعه آن شهر برفراز دستان داوطلبان و امدادگران و مردم تشیع و پس از اقامه نماز توسط معلمی امام جمعه شهرستان قایمشهر و نماینده مردم مازندران در چهارمین و پنجمین دوره مجلس خبرگان رهبری، به زادگاه پدری اش روستای مهدی‌آباد واقع در شهرستان سوادکوه شمالی منتقل و باحضور مسوولین کشوری، نظامی و انتظامی، لشکری، استانی و روحانیون، بسیجیان، اعضای سپاه پاسداران انقلاب اسلامی و همچنین امدادگران و شاگردانش طی مراسمی با عنوان «خداحافظی با مرد میدان‌های بحرانی» به خاک سپرده شد.
در آیین سومین روز درگذشت بیژن دفتری بشلی، عبدالله نظری خادم الشریعه از مراجع تقلید مجتهدین و روحانیون مازندران و حوزه علمیه قم سخنرانی نمود. وی طی سخنانی ضمن پرداختن به صفات اخلاقی و خدمات امدادی بیژن دفتری بشلی، گفت:
مرحوم دفتری عاشق خدا و مردم بود به همین دلیل هرگز فراموش نمی‌شود مرحوم دفتری الگوی کامل از یک انسان مؤمن و خیرخواه بود.
در این مراسم پیام‌های تسلیت محمد فرهادی رئیس وقت جمعیت هلال احمر نظام جمهوری اسلامی ایران ،ربیع فلاح جلودار استاندار وقت استان مازندران، غیوری نماینده وقت ولی مطلقه فقیه در جمعیت هلال احمر کشور و نورالله طبرسی نماینده وقت ولی مطلقه فقیه در هلال احمر استان مازندران و نماینده ولی مطلقه فقیه در استان مازندران و نماینده چندین دوره مجلس خبرگان رهبری، قاسم احمدی‌لاشکی نماینده نهمین و دهمین دوره مجلس شورای اسلامی شهرستان‌های نوشهر چالوس کلاردشت و دبیر وقت مجمع نمایندگان مجلس شورای اسلامی استان مازندران و نمایندگان شهرستان‌های ساری، قایمشهر (شاهی)، سوادکوه، درمجلس شورای اسلامی، قرائت شد.

## تجلیل و رونمایی از تمبر یادبود
در اردیبهشت ماه ۱۳۹۳ در آیین تجلیل از امدادگران، نجات‌گران، جوانان و داوطلبان جمعیت هلال احمر مازندران که در سالن آمفی تئاتر هلال‌احمر شهرستان ساری با حضور مسئولان کشوری و استانی برگزار شد، با همت اداره‌کل پست مازندران، از تمبر یادبود بیژن دفتری بشلی نیز رونمایی شد.

در این مراسم مدیرعامل جمعیت هلال احمر مازندران، خدمات شایسته دفتری در مواقع بروز بحران و امداد و نجات را برگ زرینی در تاریخ نظام جمهوری اسلامی ایران دانست.

همچنین سید هادی حسینی نماینده شهرستان‌های قائمشهر، سوادکوه، جویبار و سیمرغ در مجلس شورای اسلامی با اشاره به افتخارات متعدد بیژن دفتری بشلی خاطرنشان کرد:

این مرد بزرگ پرچمدار هلال احمر کشور و از جنس بسیجیان بوده‌است! بیژن دفتری بشلی نامی ماندگار بوده و حضور وی هنوز در بین ما حس می‌شود و باید المانی از این اسطوره امداد و نجات در زادگاهش سوادکوه ایجاد شود.